# St.-Josef-Kathedrale (Ankawa)

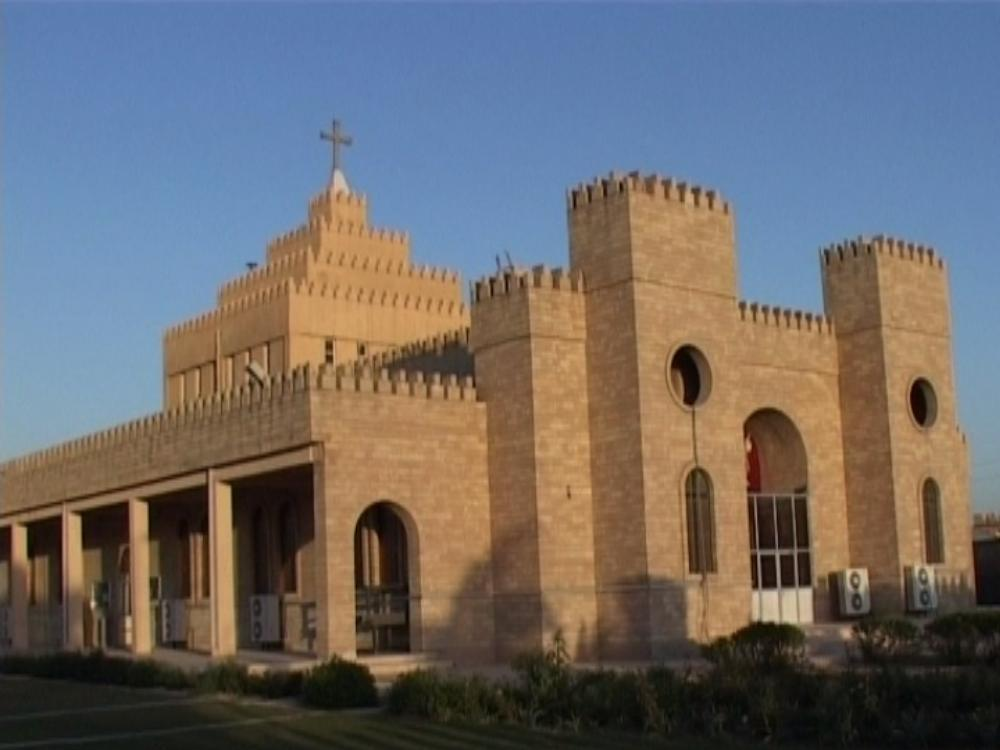
Kathedrale des Heiligen Josef in Ankawa, 2009

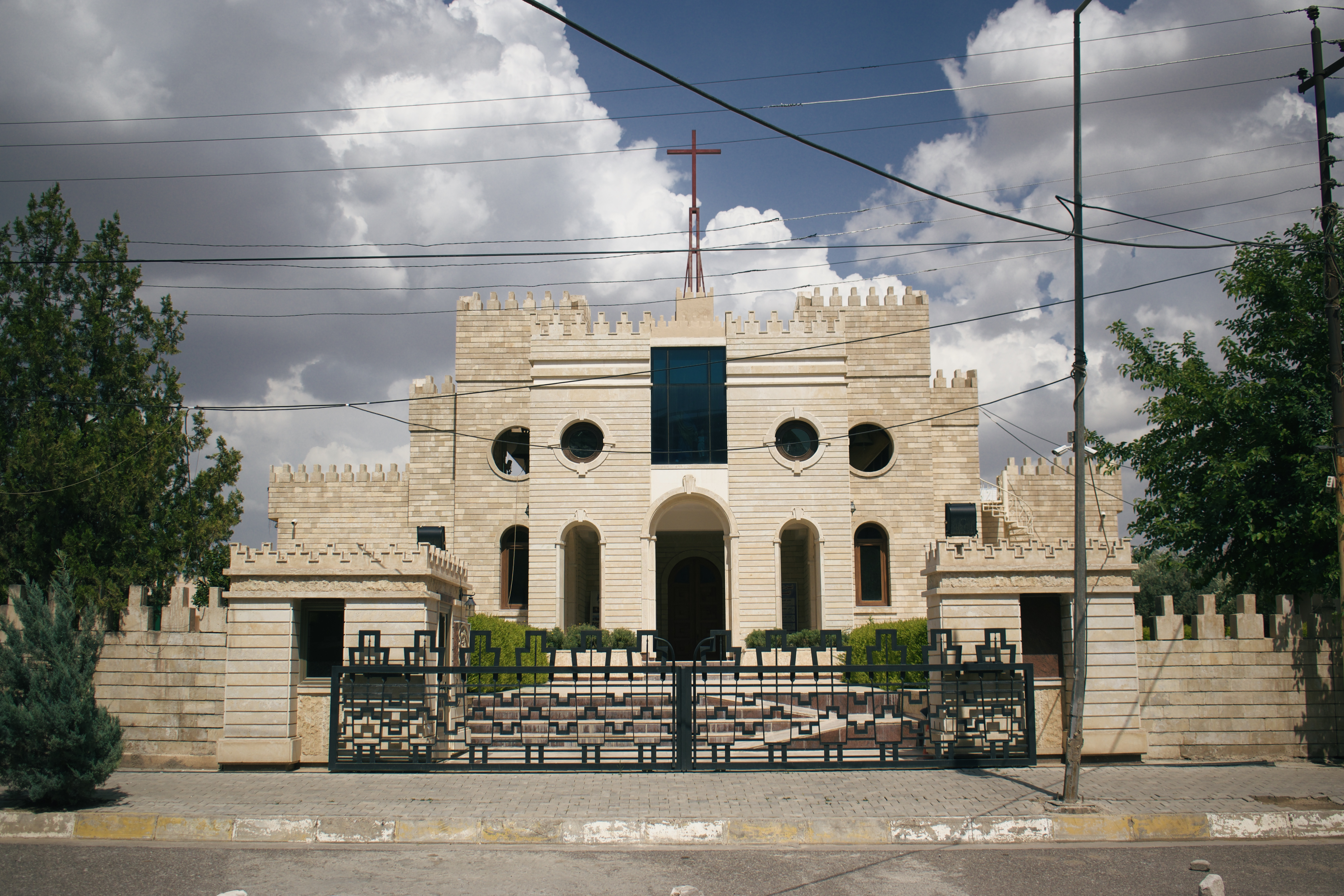
Kathedrale des Heiligen Josef in Ankawa, 2018

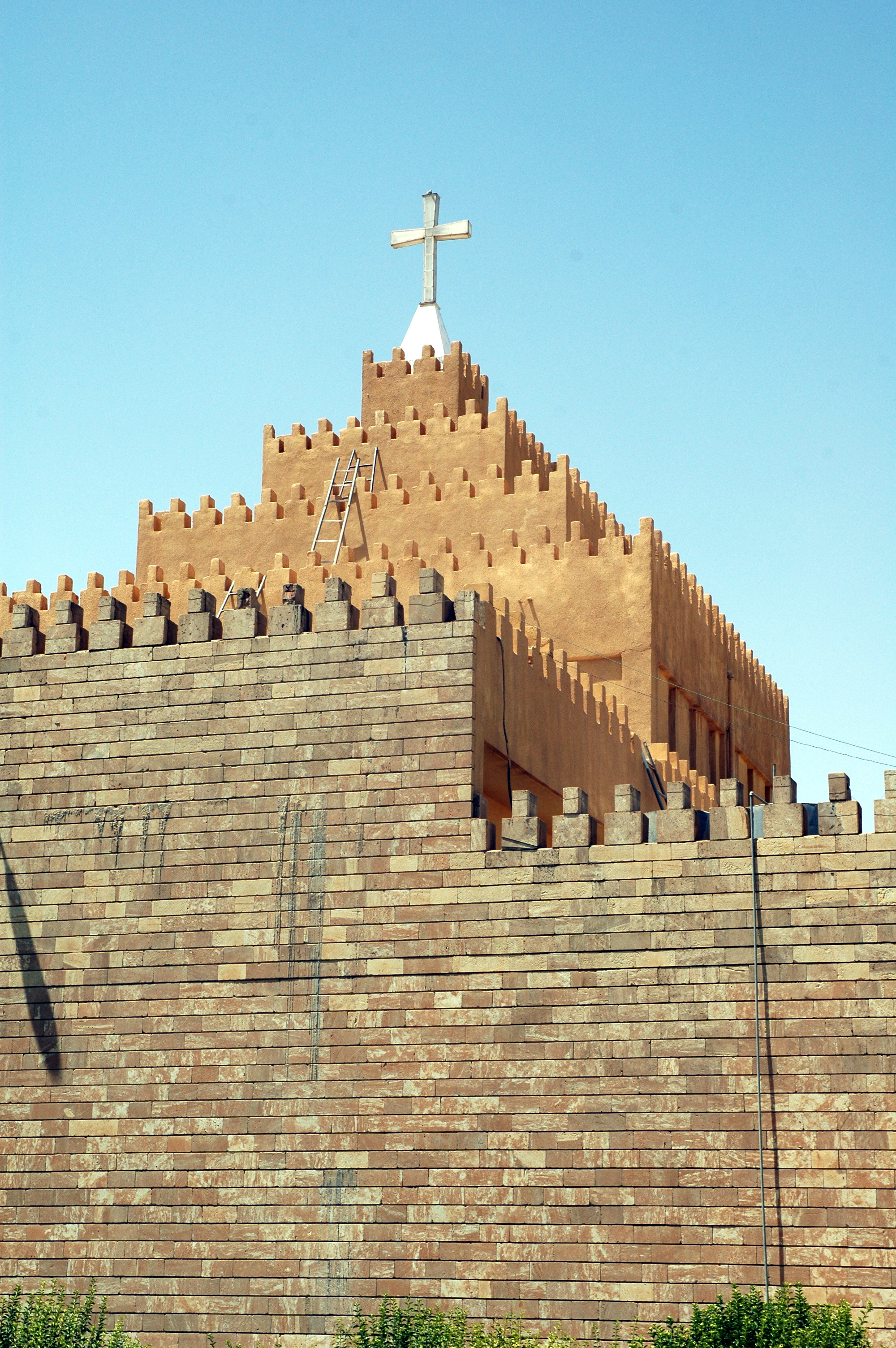
Ziggurat der Kathedrale in Ankawa, 2005

Die Kathedrale des Heiligen Josef, auch Josefskathedrale (arabisch كاتدرائية مار يوسف; syrisch ܥܹܕܬܐ (ܟܵܬܸܕܪܵܐܝܼܵܐ) ܕܩܲܕܝܼܫܵܐ ܝܲܘܣܸܦ ܓܲܘ ܥܲܢܟܵܒ݂ܵܐ), ist eine Kirche in der irakischen Stadt Ankawa bei Erbil, die im Jahre 1981 geweiht wurde. Sie ist die Kathedrale der Erzeparchie Erbil der Chaldäisch-katholischen Kirche.

## Standort
Die chaldäische Kathedrale St. Josef steht im Zentrum Ankawas an der Ostseite der Kani-Straße und der Südseite der Brayati-Straße auf 410 m Meereshöhe.

## Geschichte
Die chaldäische Erzeparchie Erbil wurde am 7. März 1968 aus dem 1789 gegründeten Erzbistum Kirkuk heraus gegründet. Hintergrund war die zunehmende Anzahl chaldäisch-katholischer Christen in der Region. Unter dem ersten Erzeparchen Stéphane Babaca, der dieses Amt von 1969 bis 1993 innehatte, wurde 1978 auf einem 1000 Quadratmeter großen Grundstück der Bau der Kathedrale in Ankawa eingeleitet und 1981 abgeschlossen. Am 7. April 1981 wurde die Kathedrale geweiht. Zu dieser Zeit bildete das Kirchengrundstück noch den südlichen Rand der Kleinstadt Ankawa. In den folgenden Jahrzehnten wuchs das christliche Ankawa am Nordrand Erbils ebenso wie die gesamte Metropolregion, so dass sich die Kathedrale nun im Zentrum Ankawas befindet. Der Zustrom christlicher Flüchtlinge aus anderen Teilen Iraks ab 2003 ließ die Gemeinde weiter wachsen. Nach der Eroberung der Stadt Mossul und großer Teile der mehrheitlich christlichen Ninive-Ebene einschließlich deren größter Ortschaft Baghdida im Jahre 2014 durch die Terrororganisation Daesch (Islamischer Staat, IS) gelangten erneut zahlreiche Flüchtlinge nach Ankawa. Die Kathedrale St. Josef wurde zu einem Anlaufpunkt für geflohene Christen und nahm diese auf. Nach den Worten des Ankawaer chaldäischen Erzbischofs Bashar Warda von März 2019 befanden sich noch 6000 Flüchtlinge aus der Ninive-Ebene in der Obhut der chaldäischen Kirche der Stadt, während 6000 Familien ins Ausland, meist in die USA, nach Kanada oder Australien geflohen waren, rund 8000 Familien jedoch in ihre Heimat in der Ninive-Ebene zurückgekehrt waren. 2017 wurde die Kathedrale St. Josef modernisiert und ausgebaut. Diese Arbeiten wurden vom Architekten Petros Khammo, der als Binnenflüchtling 2010 aus Bagdad nach Erbil gelangt war, und dem auf Kirchen spezialisierten Architekten Fadi Matloub geleitet. Dabei wurde die Kathedrale in Längsrichtung erweitert und eine Tribune am äußersten Ende der Kirche sowie ein Porticus hinzugefügt.

## Architektur
Die chaldäische Kathedrale St. Josef hat einen rechteckigen Grundriss und ist im babylonischen Stil, allerdings in moderner Bauweise errichtet worden. Vom Zentrum des Gebäudes erhebt sich eine vierstufige, insgesamt 18 m hohe Ziggurat. Außen ist die Kirche von Kalksteinquadern begrenzt. Auf jeder Ebene gibt es Vorsprünge, die dem Gebäude die Gestalt von Bauten der Städte Babylon, Ur, Ninive und Aqarquf verleihen.

## Bistum und Bischof
Die chaldäische Kathedrale St. Josef ist Sitz der chaldäisch-katholischen Erzeparchie Erbil (Archieparchia Arbilensis Chaldaeorum). Sie umfasst im Jahr 2017 etwa 30.000 Gläubige in 7 Parochien mit 15 Priestern. Im Jahre 2004 waren es rund 12.200 Gläubige in 5 Parochien mit 5 Priestern. Erzeparch ist seit dem 24. Mai 2010 der am 15. Juni 1969 in Bagdad geborene Erzbischof Bashar Warda.